# Port Charlotte
Port Charlotte é uma Região censo-designada localizada no estado americano de Flórida, no Condado de Charlotte.

## Demografia
Segundo o censo americano de 2000, a sua população era de 46.451 habitantes.

## Geografia
De acordo com o United States Census Bureau tem uma área de
61,8 km², dos quais 57,7 km² cobertos por terra e 4,1 km² cobertos por água.

## Localidades na vizinhança
O diagrama seguinte representa as localidades num raio de 16 km ao redor de Port Charlotte.